# Коуго, Айртон
Карлос Айртон Коуго Риверо (исп. Carlos Ayrton Cougo Rivero; род. 15 июня 1996, Мело) — уругвайский футболист, защитник клуба «Атлетико Сармьенто».

## Клубная карьера
Коуго — воспитанник клуба «Дефенсор Спортинг». 14 февраля 2016 года в матче против столичного «Расинга» он дебютировал в уругвайской Примере. 4 декабря в поединке против «Расинга» Айртон забил свой первый гол за «Дефенсор Спортинг». В 2017 году он помог клубу выиграть чемпионат. В начале 2019 года Коуго перешёл в парагвайский «Либертад». 23 января в матче против «Соль де Америка» он дебютировал в парагвайской Примере. В своём дебютном сезоне Айртон помог выиграть Кубок Парагвая. В матчах Кубка Либертадорес против боливийского «Стронгеста» и чилийского «Универсидад Католика» он забил по голу.
В начале 2020 года Коуго был арендован «Насьоналем». 16 февраля в матче против «Рентистаса» он дебютировал за новую команду. 7 ноября в поединке против своего бывшего клуба «Дефенсор Спортинг» Айртон забил свой первый гол за «Насьональ». В матче Кубка Либертадорес против аргентинского «Ривер Плейта» он забил гол.
По окончании аренды Коуго вернулся в «Либертад». 4 мая 2021 года в поединке против столичного «Ривер Плейта» Айртон забил свой первый гол за клуб. По итогам сезона он помог клубу выиграть чемпионат. В начале 2022 года Коуго на правах аренды перешёл в бразильский «Аваи». 5 февраля в поединке Лиги Катариненсе против «Проспера» Айртон дебютировал за основной состав.

## Достижения
Клубные
 «Дефенсор Спортинг»
- Победитель уругвайской Примеры — Апертура 2017

 «Либертад»
- Победитель парагвайского Примеры — Апертура 2021
- Обладатель Кубка Парагвая — 2019

 «Насьональ»
- Победитель уругвайской Примеры — 2020